# Khrystynivka (huyện)
Huyện Khrystynivka (tiếng Ukraina: Христинівський район, chuyển tự: Khrystynivkas'kyi raion) là một huyện của tỉnh Cherkasy thuộc Ukraina. Huyện Khrystynivka có diện tích 632 km², dân số theo điều tra dân số ngày 5 tháng 12 năm 2001 là 39222 người với mật độ 62 người/km2. Trung tâm huyện nằm ở Khrystynivka.